# Actia panamensis
Actia panamensis är en tvåvingeart som beskrevs av Charles Howard Curran 1933. Actia panamensis ingår i släktet Actia och familjen parasitflugor. Inga underarter finns listade i Catalogue of Life.